# Emilian Ścibor-Rylski
Emilian Ludwik Ścibor-Rylski z Wielkiego Rylska herbu Ostoja (zm. 2 marca 1854 w Mchawie) – właściciel ziemski.

## Życiorys
Do końca życia był właścicielem majątków Bachlowa, Dziurdziów, Hoczew.
Był żonaty z Krystyną z domu Bogdanowicz, z którą miał córkę Emilię Julię Amalię (zm. 1899 w Sanoku), zamężną z Antonim Stupnickim.
Został pochowany w kaplicy grobowej w Mchawie.